# Monroe (Oklahoma)
Monroe es un lugar designado por el censo ubicado en el condado de Le Flore en el estado estadounidense de Oklahoma. En el Censo de 2020 tenía una población de 164 habitantes y una densidad poblacional de 45,30 habitantes por km². Fue incluido como CDP en el censo de 2020.

## Geografía
Monroe se encuentra ubicado en las coordenadas 34°59′37″N 94°30′56″O / 34.99361, -94.51556. Según la Oficina del Censo de los Estados Unidos,  tiene una superficie total de 3,62 km², todos correspondientes a tierra firme.